# Dīmītrios Papaïōannou
Dīmītrios Papaïōannou, detto Mimīs (in greco Δημήτριος Παπαϊωάννου?; Nea Nikomedeia, 25 novembre 1942 – Atene, 15 marzo 2023) è stato un calciatore greco, di ruolo attaccante.

## Carriera
Bandiera indiscussa dell'Aek, ha speso tutta la sua carriera nella squadra giallonera dal 1961 al 1980. È il miglior marcatore di sempre nella storia dell'Aek con 234 gol

## Palmarès

### Club

#### Competizioni nazionali
- Campionato greco: 5

AEK Atene: 1962-1963, 1967-1968, 1970-1971, 1977-1978, 1978-1979
- Coppa di Grecia: 3

AEK Atene: 1963-1964, 1965-1966, 1977-1978

### Individuale
- Capocannoniere del Campionato greco: 2

1963-1964 (29 gol), 1965-1966 (24 gol)